# ماتیا سرافینی
ماتیا سرافینی (انگلیسی: Mattia Serafini؛ زادهٔ ۴ ژوئیهٔ ۱۹۸۳) بازیکن فوتبال اهل ایتالیا است.